# Норберт Мадараш
Норберт Мадараш (мађ. Madaras Norbert; Јегра, Мађарска, 1. децембар 1979) бивши је мађарски ватерполиста.